# Ryan Sypek
Ryan Sypek (Boston, 6 de agosto de 1982) é uma ator estadunidense.
Nascido em 6 de agosto de 1982 em Boston, Massachusetts, Spyek frequentou a Boston University. Ele atuou como Junior Davis em Wildfire, com  Genevieve Cortese e atuou também ao lado de Jessica Simpson em Private Valentine: Blonde & Dangerous como o sargento Mills Evans.